# Hibiscus maculatus
Hibiscus maculatus är en malvaväxtart. Hibiscus maculatus ingår i Hibiskussläktet som ingår i familjen malvaväxter.

## Underarter
Arten delas in i följande underarter:
- H. m. maculatus
- H. m. nipensis